# Masakra w Kaviengu

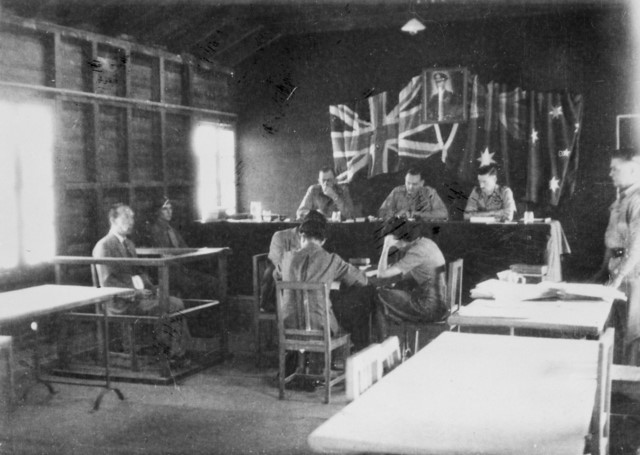
Proces sprawców masakry w Kaviengu przed australijskim trybunałem wojskowym w Hongkongu. Zeznaje kadm. Ryūkichi Tamura (z lewej)

Masakra w Kaviengu (ang. Kavieng Massacre, Kavieng Wharf Massacre) – zbrodnia wojenna popełniona przez żołnierzy japońskiej Cesarskiej Marynarki Wojennej 17 marca 1944 roku, w czasie wojny na Pacyfiku.
Masakra odbyła się na nadbrzeżu portu w Kaviengu na Nowej Irlandii. Jej ofiarą padły co najmniej 32 osoby cywilne, w tym 23 Australijczyków i dziewięciu rzymskokatolickich misjonarzy (ośmiu Niemców i jeden Luksemburczyk). Ofiary zostały uduszone, a ich zwłoki wrzucono do morza.

## Geneza
Pod koniec stycznia 1942 roku, w pierwszej fazie wojny na Pacyfiku, wojska japońskie zajęły Archipelag Bismarcka, błyskawicznie łamiąc opór słabego garnizonu australijskiego. Nowa Irlandia znalazła się pod jurysdykcją Cesarskiej Marynarki Wojennej. Za obronę wyspy odpowiadał 14. Garnizon Marynarki. W Kaviengu, najważniejszym porcie i ośrodku miejskim na Nowej Irlandii, stacjonowała 83. Jednostka Garnizonowa Marynarki. Od października 1943 roku jej dowódcą był kpt. Ryūkichi Tamura.
W momencie rozpoczęcia japońskiej inwazji na Nowej Irlandii przebywało około 200 cywilów pochodzenia europejskiego. Byli to w większości Australijczycy – właściciele lub pracownicy tamtejszych plantacji palm kokosowych. Duża ich liczba zdołała uciec z wyspy, część została jednak schwytana i internowana przez Japończyków.
Po wojnie dzięki zeznaniom tubylców udało się ustalić, że między wrześniem 1942 roku a kwietniem 1943 roku na małej wyspie Nago nieopodal Kaviengu dwukrotnie odbyły się egzekucje cywilów europejskiego pochodzenia. Odleziono tam zwłoki trzynastu osób. Nie udało się ustalić okoliczności tych zbrodni ani osądzić ich sprawców, gdyż ówczesny komendant obozu dla internowanych w Kaviengu, st. bsm. Funayama, zginął w czasie wojny.

## Przebieg
Przebieg masakry w Kaviengu można odtworzyć wyłącznie na podstawie zeznań, które japońscy oficerowie i żołnierze złożyli po zakończeniu wojny. Twierdzili oni, że pod koniec 1943 roku w Kaviengu więziono 32 cywilów europejskiego pochodzenia. W grupie tej miało się znajdować 23 Australijczyków oraz dziewięciu rzymskokatolickich misjonarzy – obywateli państw, z którymi Japonia nie była w stanie wojny (ośmiu Niemców i jeden Luksemburczyk). Z wyjątkiem czternastoletniego Davida Topala wszyscy byli dorosłymi mężczyznami. Australijczyków i misjonarzy przetrzymywano osobno, w dwóch niewielkich obozach internowania, które Japończycy urządzili w pobliżu lotniska nr 1 w Kaviengu. 
Na początku lutego 1944 roku alianckie lotnictwo rozpoczęło ofensywę bombową przeciwko Kaviengowi. 17 lutego miasto i port zostały po raz pierwszy ostrzelane przez alianckie okręty. Japońscy oficerowie byli przekonani, że jest to zapowiedź zbliżającej się inwazji. Garnizon Kaviengu liczył wtedy około 1,5 tys. żołnierzy. Tylko pięciu z nich strzegło internowanych cywilów. Niemniej por. Kyōji Mori, który pełnił obowiązki dowódcy 83. Jednostki Garnizonowej, był przekonany, że w obliczu zbliżającej się bitwy niezbędny będzie każdy żołnierz. 4 marca zwrócił się więc do swoich przełożonych z prośbą o wytyczne w sprawie postępowania z białymi cywilami. Początkowo dowództwo nie wydało mu jednak żadnych nowych rozkazów. 15 marca – trzy dni po szczególnie ciężkim bombardowaniu Kaviengu – Mori powrócił do tematu, domagając się, aby cywilów ewakuować do Rabaulu lub „podjąć inne działania”. Nie uzyskawszy kolejny raz żadnej decyzji, po dwóch dniach ponownie zadzwonił do kmdr. Shōzō Yoshino ze sztabu 14. Garnizonu Marynarki, oświadczając, że nie może dłużej brać odpowiedzialności za internowanych.
Od 10 lutego 1944 roku dowództwo nad 14. Garnizonem Marynarki sprawował kpt. Ryūkichi Tamura, uprzednio dowódca 83. Jednostki Garnizonowej. Dwukrotnie – jesienią 1943 roku oraz w lutym 1944 roku – zwracał się kolejno do dowództwa Floty Południowo-Wschodniej w Rabaulu oraz do Ministerstwa Marynarki w Tokio z prośbą o ewakuowanie internowanych z Kaviengu. Nie uzyskał jednak żadnej odpowiedzi. Wysłanie cywilów do Rabaulu na własną rękę nie wchodziło w grę, gdyż Nowa Irlandia pozostawała szczelnie odcięta przez aliancką blokadę. Tamura wykluczył również ich odesłanie w głąb wyspy, gdyż nadal wymagałoby to zapewnienia internowanym straży, a ponadto przeznaczenia czasu i środków materiałowych na ich transport i budowę nowego obozu. Nie rozważał także wypuszczenia ich na wolność, gdyż był przekonany, że z racji dobrej znajomości terenu i lokalnych stosunków mogliby potencjalnie stanowić zagrożenie dla wojsk japońskich. W rezultacie, gdy 17 marca Mori ponownie zwrócił się żądaniem, aby zwolnić jego jednostkę z obowiązku pilnowania internowanych, Tamura za pośrednictwem Yoshino przekazał mu, aby „dyskretnie się ich pozbył”.
Sposób wykonania rozkazu Tamura pozostawił Moriemu. Ten początkowo planował zawieźć cywilów na wyspę Nago i tam rozstrzelać, lecz zmienił zdanie pod wpływem por. Sōichiego Ichinosego, który argumentował, że odgłosy strzałów mogłyby zostać usłyszane przez tubylców. W zamian Ichinose zasugerował, aby udusić internowanych, a Mori przystał na tę propozycję. Do udziału w egzekucji wyznaczono 23 żołnierzy. Najprawdopodobniej zarówno Mori, jak i jego młodsi oficerowie, nie chcieli w niej osobiście uczestniczyć, stąd bezpośrednie kierowanie egzekucją powierzono trzem dowódcom plutonów: Suzukiemu, Takadzie i Muraoce. Ten pierwszy miał koordynować całość „operacji”, a drugi pilnować internowanych, gdy będą oczekiwali na śmierć. Muraoka, będący zapaśnikiem judo, miał odpowiadać za zabijanie ofiar.
17 marca po godzinie 17:00 w obu obozach dla internowanych pojawili się japońscy żołnierze. Oświadczyli internowanym, iż muszą się natychmiast spakować, gdyż zostaną ewakuowani do Rabaulu. Więźniowie od dłuższego czasu spodziewali się przeniesienia, stąd przyjęli tę wiadomość bez większego zaskoczenia. Zawieziono ich ciężarówkami do portu w Kaviengu, gdzie przy południowym nadbrzeżu cumowały dwie barki.
Starannie zaplanowana egzekucja rozpoczęła się o godzinie 18:00. Ofiary pojedynczo oddzielano od grupy i prowadzono w kierunku barek, którymi internowani rzekomo mieli wypłynąć z portu. Po drodze, w połowie nadbrzeża, ofiarę przejmował st. bsm. Yoshio Horiguchi, który wraz ze swymi podwładnymi zawiązywał jej oczy opaską, po czym doprowadzał do miejsca egzekucji. W tym czasie pozostali internowani oczekiwali pod strażą Takady i jego pięciu żołnierzy w odległości około 50 metrów od nadbrzeża. Po dotarciu w pobliże barki ofiarę proszono, by „ze względów bezpieczeństwa” usiadła na skraju nadbrzeża. Następnie Muraoka zakładał jej pętlę na szyję, po czym jego podwładni zaczynali gwałtownie ciągnąć linę z obu stron. Po upewnieniu się, że ofiara nie daje znaków życia, Japończycy wrzucali zwłoki na barkę. Należące do ofiar bagaże składano natomiast na stosie po drugiej stronie nadbrzeża. W tym czasie ppor. Suzuki krążył między barkami a nadbrzeżem, sprawdzając, czy egzekucja przebiega bez zakłóceń. Gdy połowa ofiar była już martwa, pozostałe zaczęto mordować przy drugiej barce. 
Po wojnie japońscy oskarżeni utrzymywali, że ofiary do ostatniej chwili nie były świadome oczekującego je losu. Kinjirō Jitsukawa, który w czasie egzekucji przebywał pod pokładem jednej z barek, zeznał jednak, że słyszał dochodzące z nadbrzeża krzyki. Jitsukawa, a także jeszcze jeden świadek twierdzili ponadto, że obie załogi przez wiele godzin były zmuszone zmywać krew z pokładu barek. Może to wskazywać, że niektóre ofiary stawiały opór i w konsekwencji zostały zakłute bagnetami.
Egzekucja trwała blisko trzy i pół godziny. Po jej zakończeniu obie barki, dowodzone odpowiednio przez Takadę i Muraokę, wypłynęły w portu. Zwłoki zamordowanych, do których wcześniej przywiązano betonowe kloce, zostały wrzucone do cieśniny Steffen, na zachód od wyspy Nago. Ich bagaże zostały natomiast zabrane z nadbrzeża i spalone. Jako że masakra została przeprowadzona bez upoważnienia dowództwa Floty Południowo-Wschodniej, Tamura nie zameldował o niej swoim przełożonym w Rabaulu.
Wszystkie przytoczone powyżej daty i liczby mają swe źródło w zeznaniach japońskich świadków. Nie jest jednak wykluczone, że masakra odbyła się innego dnia – w drugiej połowie lutego lub w połowie marca 1944 roku. Możliwe ponadto, że liczba ofiar była wyższa niż zeznali Japończycy i sięgnęła nawet 35 osób.

## Epilog

### Powojenne śledztwo
Po ogłoszeniu kapitulacji Japonii kmdr. Yoshino udał się do sztabu Floty Południowo-Wschodniej w Rabaulu. Zapytany czy garnizon Nowej Irlandii popełnił poważne zbrodnie wojenne i czy jest możliwe ich zatuszowanie, przyznał, że w marcu 1944 roku na wyspie zamordowano grupę cywilów europejskiego pochodzenia. Sztabowcy Floty pomogli mu spreparować pozornie wiarygodną wersję wydarzeń, wedle której internowanych ewakuowano z Kaviengu w lutym 1944 roku na pokładzie statku „Kowa Maru”. Tenże statek niedługo później został jednak zatopiony przez aliantów – wraz ze wszystkimi osobami na pokładzie. Gdy Yoshino powrócił na Nową Irlandię, Tamura i Mori wezwali wszystkich uczestników egzekucji, rozkazując im nauczyć się na pamięć wersji wydarzeń, która zostanie przedstawiona aliantom. Aby upewnić się, że będą w stanie dochować tajemnicy, urządzano nawet symulowane przesłuchania.
Niedługo później wojska alianckie powróciły na Nową Irlandię. Z ustaleń australijskich władz wynikało, że po rozpoczęciu inwazji w rękach Japończyków znalazło się 40 australijskich cywilów oraz dziesięciu misjonarzy. Nie udało się jednak odnaleźć żadnej z tych osób. Wśród miejscowej ludności krążyły pogłoski o wymordowaniu internowanych Europejczyków, nie udało się jednak odnaleźć żadnego naocznego świadka lub jednoznacznych dowodów. Przypuszczano, że zaginieni cywile mogli zostać zamordowani w marcu 1943 roku na pokładzie niszczyciela „Akikaze”, jednakże trop ten okazał się fałszywy. Tamura przyznał, że na Nowej Irlandii przebywali cywile europejskiego pochodzenia, jednakże miało być ich jedynie trzydziestu dwóch, w tym dwudziestu trzech Australijczyków i dziewięciu obywateli państw neutralnych. Jednocześnie wraz ze swymi podwładnymi przedstawił uprzednio spreparowaną wersję wydarzeń. Informację o wywiezieniu internowanych z Kaviengu potwierdził także kpt. Tsuyoshi Sanagi ze sztabu Floty Południowo-Wschodniej – ten sam, który wcześniej pomógł Yoshino spreparować fałszywe wyjaśnienia dla aliantów. Wstępne dochodzenie, które przeprowadzili Australijczycy, pozwoliło ustalić, że statek o nazwie „Kowa Maru” został zatopiony przez amerykańskie samoloty 21 lutego 1944 roku nieopodal wybrzeży Nowego Hanoweru. Uwiarygodniało to wersję Tamury, stąd w listopadzie 1946 roku został on zwolniony z obozu jenieckiego i odesłany do Japonii.
Wkrótce australijscy śledczy odnaleźli jednak marynarza o nazwisku Yoshio Ōtsu, który jako jedyny przeżył zatonięcie „Kowa Maru”. Potwierdził on, że statek płynął w konwoju z Turk do Rabaulu, a w nocy z 16 na 17 lutego 1944 roku zakotwiczył na kilka godzin u brzegów Nowego Hanoweru, chcąc w ten sposób zmylić amerykański pościg. Zeznał jednocześnie, że tej nocy pełnił wachtę i nie zauważył, aby na statek zaokrętowano jakichkolwiek białych cywilów. Nie odnotował ich obecności także w późniejszej fazie rejsu, kiedy to powierzono mu nadzór nad kabinami pasażerskimi. Australijczykom udało się ponadto odnaleźć kapitana statku „Kokai Maru” – jednostki, która towarzyszyła „Kowa Maru” podczas postoju u brzegów Nowego Hanoweru i cztery dni później została zatopiona w tym samym amerykańskim ataku. Również on zeznał, że nie jest mu wiadomym, aby konwój w którymkolwiek momencie przewoził alianckich jeńców lub cywilów.
Pod wpływem tych informacji począwszy od stycznia 1947 roku członkowie Australijskiej Sekcji ds. Zbrodni Wojennych zaczęli ponownie przesłuchiwać byłych członków garnizonu Kaviengu. Śledztwem kierował kpt. Albert Klestadt, oficer wywiadu płynnie władający językiem japońskim. W ciągu kilku miesięcy przesłuchał 70 oficerów i żołnierzy, starając się zidentyfikować wśród nich „najsłabsze ogniwo” i w ten sposób złamać zmowę milczenia. Ostatecznie pod koniec czerwca 1947 roku jeden z japońskich żołnierzy, Kinjirō Jitsukawa, przyznał, że internowani nigdy nie opuścili Kaviengu, lecz zostali zamordowani w pierwszych miesiącach 1944 roku. Był to przełom w śledztwie, gdyż pod wpływem zeznań Jitsukawy dwóch innych Japończyków także zdecydowało się opisać rzeczywisty przebieg wydarzeń. Niedługo później zapadła decyzja o aresztowaniu Tamury. Kontradmirał, przesłuchany ponownie przez Klestadta, przyznał, że wydał rozkaz zamordowania internowanych.

### Proces sprawców
Australijskim śledczym nie udało się zidentyfikować nazwisk wszystkich żołnierzy i oficerów, którzy uczestniczyli w egzekucji. Ustalono ponadto, że niektórzy z nich, w tym dwaj kierujący egzekucją dowódcy plutonów – Takada i Muraoka, zginęli w czasie wojny. Z kolei por. Sōichi Ichinose najprawdopodobniej zdołał skutecznie się ukryć.
Ostatecznie w związku z masakrą w Kaviengu w stan oskarżenia postawiono pięciu japońskich oficerów i jednego podoficera. Ich proces toczył się w listopadzie i grudniu 1947 roku przed australijskim trybunałem wojskowym w Hongkongu. Wszystkich oskarżonych uznano winnymi zarzucanych czynów. Wyrokiem z 17 grudnia 1947 roku kontradmirał Ryūkichi Tamura został skazany na karę śmierci przez powieszenie. Stracono go 16 marca 1948 roku w więzieniu Stanley w Hongkongu. Pozostali oskarżeni zostali skazani na kary pozbawienia wolności. Komandor porucznik Kyōji Mori usłyszał wyrok 20 lat więzienia, kmdr. Shōzō Yoshino – 15 lat więzienia, ppor. Shōzō Suzuki – 12 lat więzienia, ppor. Shichitarō Mochizuki – 7 lat więzienia, st. bsm. Yoshio Horiguchi – 4 lat więzienia.
Wyroki dotyczyły jedynie zamordowania 23 obywateli Australii. Mord na dziewięciu misjonarzach z przyczyn prawnych nie był rozpatrywany przez trybunał.

## Upamiętnienie
4 lipca 2002 roku w Kaviengu odsłonięto tablicę pamiątkową (New Ireland Civilians Memorial Plaque), która upamiętnia cywilne ofiary japońskiej okupacji. Wyryto na niej nazwiska tych ofiar, których tożsamość udało się ustalić. Tablica upamiętnia zarówno ofiary masakry w Kaviengu, jak i cywilów zmarłych i zamordowanych w innych okolicznościach, w tym ofiary zatonięcia „Montevideo Maru”.